# 헤미스페어 아레나
헤미스페어 아레나(영어: HemisFair Arena)은 미국 텍사스주 샌안토니오에 위치한 실내 경기장이다. 과거 ABA/NBA 샌안토니오 스퍼스의 홈경기장으로, NBA 휴스턴 로키츠의 제2홈경기장으로 사용했다.
| ABA 올스타전 개최 경기장 |                          |                        |
| 1974년                   | 1975년 헤미스페어 아레나 | 1976년                 |
| 노퍽 스코프              | 1975년 헤미스페어 아레나 | 맥니콜스 스포츠 아레나 |
|                          |                          |                        |
|                          |                          |                        |